# Codice piratesco
Il codice piratesco (o articoli di pirateria o codice di accordo) era un codice di condotta redatto al fine di regolamentare lo stile di vita dei pirati a bordo di una nave. Ogni gruppo di marinai, nel diventare pirati, redigeva il proprio codice che prevedeva regole per la disciplina della ciurma, la suddivisione dei beni rubati ed il risarcimento per i pirati rimasti feriti nei combattimenti.

## Storia

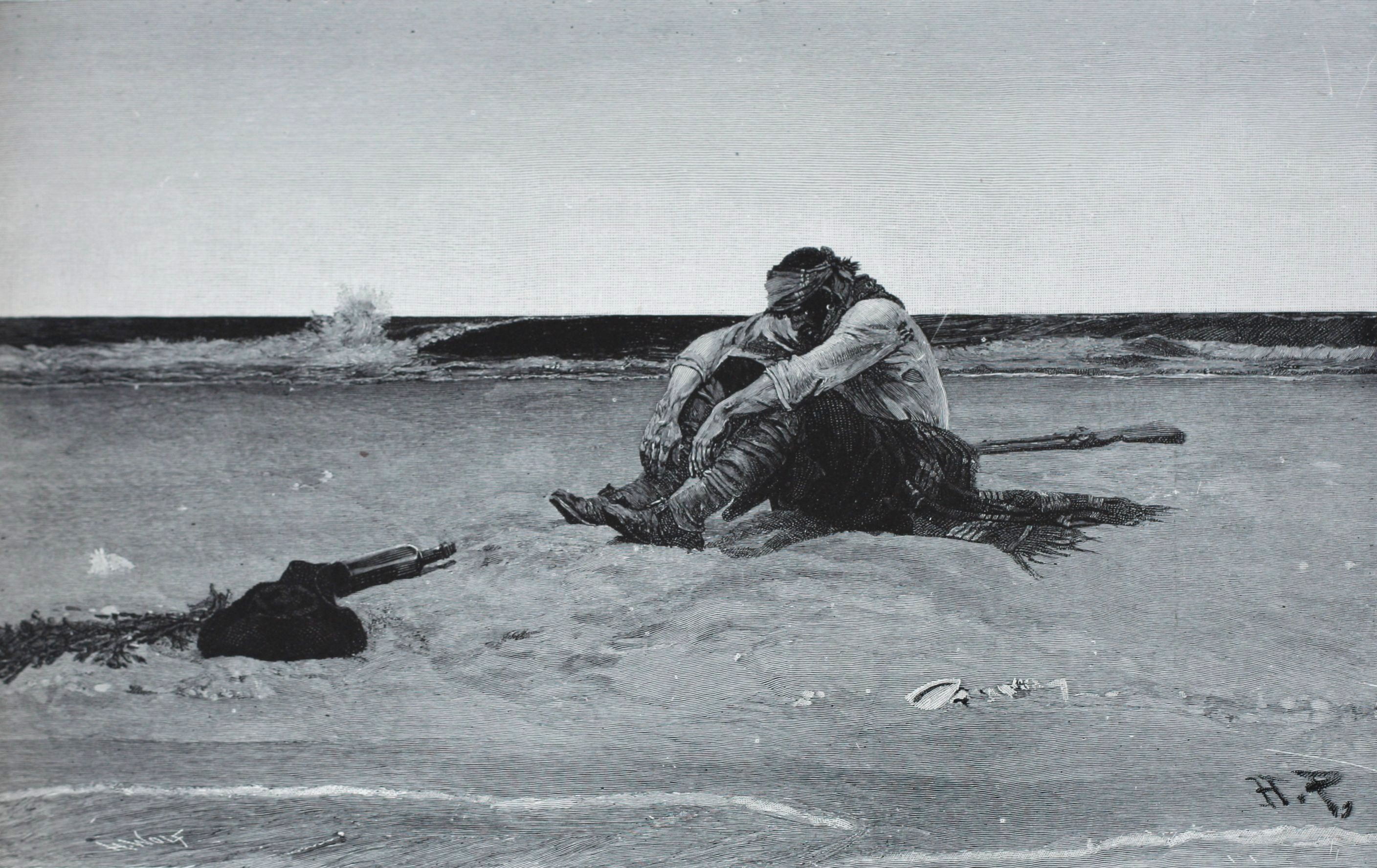
Un pirata abbandonato per aver infranto un articolo del regolamento del codice piratesco, dipinto di Howard Pyle.

Il primo codice piratesco si pensa sia stato scritto dal bucaniere portoghese Bartolomeu il Portoghese all'inizio degli anni '60 del Seicento, ma esso non ci è pervenuto; uno dei primi ad essere giunto integralmente sino ai nostri giorni è quello redatto da George Cusack che fu attivo nel mondo della pirateria tra il 1668 ed il 1675. Sino a noi è giunto parzialmente il codice adottato da Henry Morgan grazie al volume di Alexandre Exquemelin The Buccaneers of America pubblicato nel 1678. Molti altri pirati si sa per certo abbiano redatto dei regolamenti, ma essi non sono giunti sino a noi. Intatti ci sono arrivati invece i regolamenti seicenteschi di George Cusack e Nicholas Clough. La ragione della frammentarietà di queste opere è spesso da ricercare nel fatto che, al momento della cattura o della resa, una ciurma cercava di bruciare i propri regolamenti o li buttava fuoribordo per evitare che queste carte potessero essere usate contro di loro in un processo. Questi primi articoli redatti dai bucanieri rispecchiavano da vicino i regolamenti della legge marittima e dei codici pirateschi come i Rôles d'Oléron (XII secolo). Regolamenti mercantili esistevano in Europa già dal medioevo quando il sistema della "stretta di mano" venne sostituito dall'esigenza di regolamenti più complessi e dettagliati, in particolare per la divisione dei profitti derivata dalla divisione degli investimenti e dei relativi rischi.
Gli stessi regolamenti vennero poi utilizzati anche da pirati e bucanieri come John Phillips, Edward Low e Bartholomew Roberts. Va detto che anche i bucanieri operavano sulla base di un ruolo di equipaggio che, tra le altre cose, governava attentamente la condotta della ciurma. Questi "articoli di accordo" erano de facto indipendenti dall'autorità di qualsiasi nazione al mondo e pertanto avevano valore solo per coloro che si trovavano a bordo della nave che li adottava e l'accettazione all'interno di quella nave era subordinata all'accettazione dei medesimi. I codici potevano quindi variare da capitano a capitano e talvolta addirittura da un viaggio all'altro, ma solitamente erano perlopiù rivolti a regolare la disciplina a bordo, la spartizione del bottino e una prima forma assicurativa per le cure dei feriti.

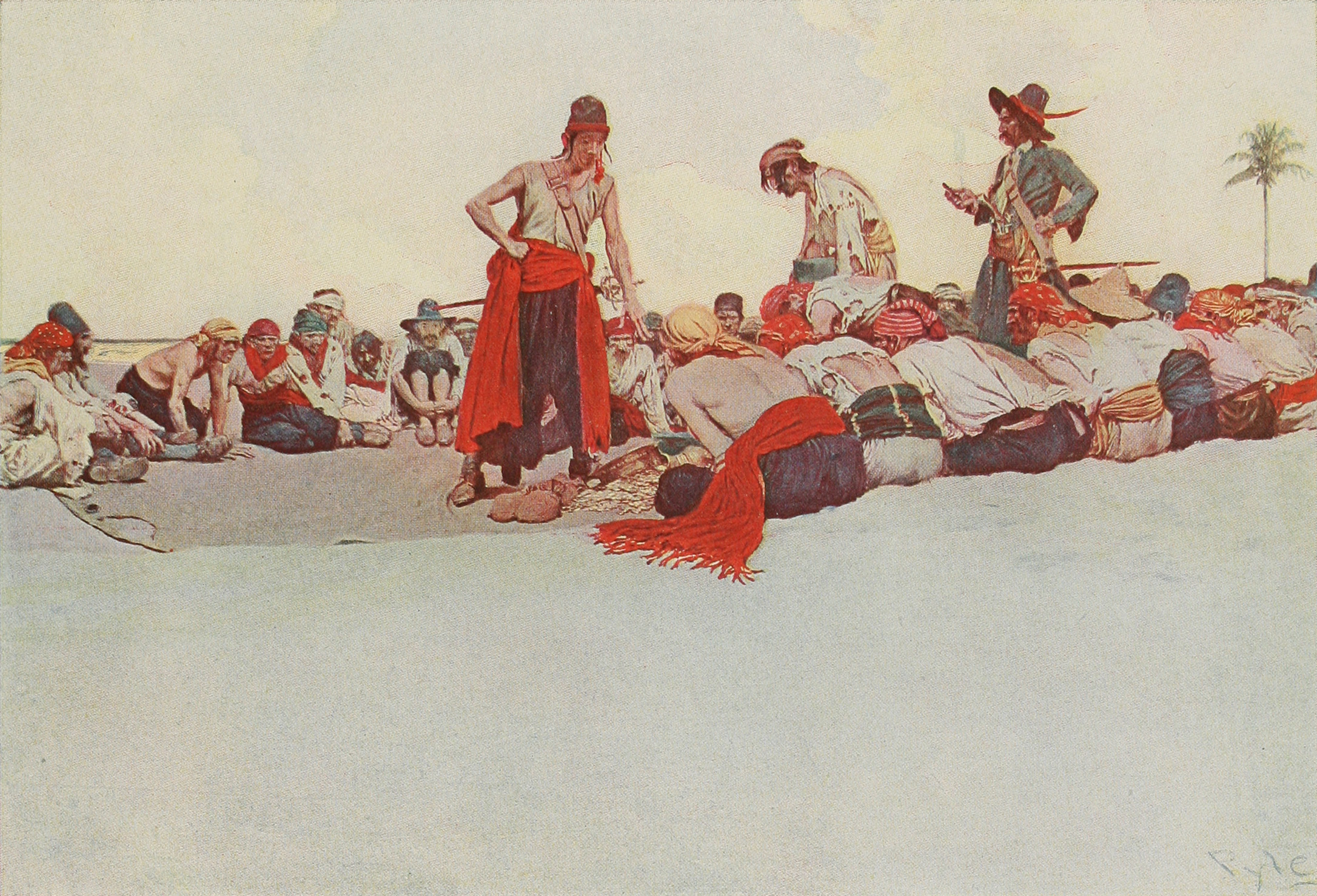
La divisione del tesoro tra i pirati, da un'illustrazione di Howard Pyle.

Ogni membro della ciurma era tenuto a sottoscrivere gli articoli (con firma o simbolo identificativo proprio in caso di incapacità di leggere e di scrivere), giurando poi fedeltà alla causa piratesca e al capitano a nome di tutta la ciurma. Il giuramento solitamente si teneva con una mano sopra una Bibbia, ma ad esempio gli uomini di John Philips, in mancanza di una Bibbia, giuravano su un'ascia. Altri pirati giuravano su due pistole incrociate, su due spade incrociate o su un teschio umano, oppure su un cannone. L'ingresso ufficializzato di un nuovo membro di una ciurma gli consentiva di votare per l'elezione degli ufficiali (compreso il capitano), lo autorizzava a portare le armi a bordo e in combattimento e a prendere parte alla divisione del bottino. Il regolamento era solitamente posto in un punto visibile a tutti della nave e solitamente sulla porta della cabina del capitano.
Le nuove reclute che potevano essere raccolte da altre navi catturate o gli schiavi liberati nel corso di operazioni piratesche dovevano obbligatoriamente, se intenzionati a far parte della ciurma, firmare il regolamento, in molti casi volontariamente, in altri sotto minaccia di tortura o morte. Valevoli artigiani come carpentieri o navigatori venivano spesso costretti a entrare a far parte di ciurme piratesche siglandone gli accordi, venendo ritenuto personale raro e specializzato, utile a bordo. In alcuni casi, la forzatura a firmare un regolamento piratesco, poteva comportare ulteriori accuse per un pirata che fosse stato portato a processo da un'autorità regolarmente costituita. Solitamente, chi non siglava alcun accordo non poteva essere accusato di pirateria se catturato dalle forze dell'ordine di uno stato.

## Esempio di regolamenti

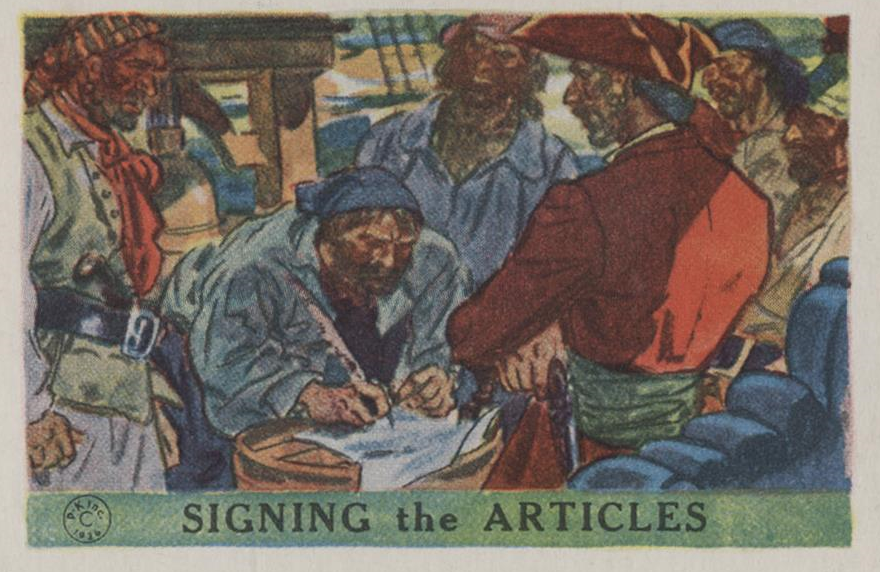
La firma degli articoli del codice piratesco a bordo della Jolly Roger, in un'illustrazione del 1936 per le carte Pac-Kups della serie "Jolly Roger Pirates".

Secondo il libro del capitano Charles Johnson, la Storia generale dei pirati del 1724, la vita a bordo di una nave pirata era piena di contrasti quotidiani che spesso erano risolti proprio con l'ausilio del codice di bordo. Sulle navi non mancava il lavoro per l'equipaggio impegnato in una costante manutenzione della nave. Le regole che l'equipaggio doveva rispettare erano poche ma dure:
- Ogni uomo ha il diritto di voto. Ha eguale titolo sulle provviste fresche o sui liquori in qualsiasi momento e se ne serve a piacimento, a meno che una scarsità non renda necessario per il bene comune che si possa votare un ridimensionamento.
- Ogni uomo viene chiamato a turno equamente dall'elenco a bordo dei premi, perché oltre alla loro quota spettante, è consentito loro un cambio di vestiti. Ma se frodano l'azienda per il valore anche di un solo dollaro in piatti, gioielli o denaro, vengono abbandonati. Se qualcuno ne deruba un altro, gli vengono tagliati il naso e le orecchie e viene portato a riva, non in un luogo disabitato, ma da qualche altra parte, dove sicuramente avrebbe incontrato difficoltà.
- Nessuno gioca né con i dadi né con le carte per soldi.
- Le lanterne e le candele devono essere spente alle otto di sera, e se qualcuno dell'equipaggio desidera bere dopo quell'ora deve sedersi sul ponte scoperto senza luci.
- Ogni uomo deve tenere sempre puliti e pronti all'azione il suo abbigliamento, la sua sciabola e la sua pistola.
- Ragazzi e donne non possono essere ammessi tra loro. Se un uomo viene colto a sedurre una donna e a portarla a bordo sotto mentite spoglie, subisce la morte.
- Colui che abbandona la nave o i suoi alloggi in tempo di battaglia viene punito con la morte o l'abbandono.
- Non ci si picchia a bordo della nave, ma la lite di ogni uomo viene posta a terra con la spada o con la pistola in questo modo. Alla parola del comando del quartiermastro, ogni uomo precedentemente messo schiena contro schiena, si gira e spara immediatamente. Se entrambi sbagliano la mira, prendono i loro coltellacci, e il primo che fa sanguinare l'altro viene dichiarato vincitore.
- Nessuno parla di abbandonare la pirateria finché ognuno non ha una quota di 1000 pezzi da otto. Ogni uomo che diventa storpio o perde un arto in servizio riceve 800 pezzi da otto dal ceppo ordinario e per danni minori in proporzione.
- I musicisti riposano di sabato solo di diritto. Negli altri giorni nessuno senza un favore speciale.

I pirati prendevano decisioni in maniera collettiva. Non esisteva un leader assoluto, a parte in combattimento; il comandante veniva eletto dalla ciurma riunita (dall'ultimo mozzo al timoniere) per effettuare le scelte relative alla conduzione della nave. Il bottino era diviso in quote uguali assegnando in certi casi due quote al capitano e al quartiermastro; una e mezzo al primo ufficiale, al nostromo e al cannoniere; una e un quarto agli altri ufficiali.
Oltre al capitano e gli ufficiali, figure chiave erano il carpentiere e il bottaio. Il primo, generalmente un operaio molto qualificato con esperienza in cantiere, era responsabile di tutte le parti lignee della nave. Si occupava di manutenzione, calafataggio (nel qual caso si chiamava più propriamente calafato) e carenaggio, riparava le falle nello scafo e sostituiva i pennoni spezzati. Il bottaio, ruolo meno cruciale, aveva tuttavia una sua importanza: doveva costruire e riparare botti, nelle quali erano conservati cibo e bevande. Bottai e carpentieri erano difficili da reclutare, a differenza dei marinai semplici. Per questo molto spesso durante un assalto a una nave, oltre a impossessarsi del bottino, i pirati costringevano carpentieri e bottai (e in generale chiunque avesse una qualche qualifica, timonieri inclusi) a unirsi all'equipaggio.
Ogni comandante aveva un proprio regolamento che modificava in alcuni punti quello generale. I pirati si riunivano in basi. La base dei pirati più famosa fu un'isola a forma di tartaruga detta appunto la Tortuga, nei pressi dell'isola di Hispaniola.

## Pirateria e democrazia
La pirateria ha sempre avuto una reputazione ambigua, oscillando tra il mito romantico e la condanna morale. Tuttavia, secondo alcuni studiosi, a bordo delle navi pirata, in particolare nel periodo che va dalla fine del Seicento all'inizio del Settecento, si praticavano forme inaspettate di organizzazione sociale basate su principi egualitari e democratici.

### Organizzazione Democratica a Bordo
Le navi pirata, diversamente dalle flotte militari ufficiali, operavano secondo una struttura di comando decentralizzata. Il potere non era concentrato esclusivamente nelle mani del capitano: l'assemblea dell'equipaggio aveva un ruolo decisivo nelle questioni importanti, come la rotta da seguire o le azioni da intraprendere. Ogni membro dell'equipaggio aveva diritto di voto e partecipava alle decisioni collettive. Inoltre, il capitano poteva essere destituito in qualsiasi momento, se la maggioranza riteneva che non stesse più svolgendo adeguatamente il proprio compito. Un'altra figura chiave era il quartiermastro, che supervisionava la disciplina e gli alloggiamenti, e agiva come una sorta di mediatore tra il capitano e l'equipaggio. Questo ruolo contribuiva a mantenere un equilibrio di potere a bordo, garantendo che il capitano non abusasse della sua autorità.

### Il Codice dei Pirati
Prima di ogni spedizione, l'equipaggio stabiliva insieme un codice di condotta, una sorta di costituzione della nave, che regolava tutto, dalla divisione del bottino alle norme di comportamento quotidiano. Le regole servivano a mantenere l'efficienza e prevenire conflitti interni. Per esempio, erano vietate le risse, il gioco d'azzardo e le luci dovevano essere spente a una certa ora. Anche le sanzioni per ferite subite in battaglia erano decise in anticipo: la perdita di un arto poteva essere compensata con una somma di denaro o con schiavi. Secondo lo storico Alexandre Exquemelin, che visse tra i pirati come chirurgo e autore de I pirati delle Americhe (1666), l'equipaggio votava anche per decidere la rotta della nave, un ulteriore esempio di pratiche democratiche.

### La Divisione del Bottino
Uno degli aspetti più sorprendenti della pirateria caraibica era la divisione egualitaria del bottino. Nessuno, nemmeno il capitano, poteva prendere più di quanto stabilito. Il bottino era suddiviso tra tutti i membri dell'equipaggio in modo proporzionale, ma equo: il capitano e il quartiermastro ricevevano solo il doppio di quanto spettava a un normale pirata, una differenza molto ridotta rispetto alle pratiche gerarchiche delle flotte ufficiali.

### I Pirati: Pionieri della Democrazia?
Secondo l'antropologo David Graeber, i pirati potrebbero essere considerati i primi democratici dell'età moderna. Nelle sue analisi, in particolare nel libro L'utopia pirata di Libertalia (2021), sostiene che i pirati rappresentassero un esempio primordiale di organizzazione sociale basata su principi di autonomia e uguaglianza, anticipando in qualche modo le idee dell'Illuminismo. Le navi pirata erano veri e propri laboratori sociali, dove gruppi di uomini provenienti da background culturali diversi — europei, africani, indigeni americani e creoli dei Caraibi — erano costretti a convivere e cooperare, sviluppando nuove forme di convivenza politica. Questo melting pot, insieme alla necessità di regole condivise, avrebbe permesso ai pirati di introdurre pratiche democratiche che influenzarono persino le comunità costiere malgasce, contribuendo alla nascita di una sorta di proto-democrazia che, secondo Graeber, influenzò anche il pensiero illuministico europeo.

### Critiche alla Teoria Democratica
Non tutti gli studiosi sono d'accordo con questa interpretazione. Siegfried Kohlhammer, ad esempio, nel suo libro Piraten. Vom seeräuber zum sozialrevolutionär (I pirati. Da bucaniere a rivoluzionario), respinge l'idea che i pirati fossero pionieri democratici. Kohlhammer sostiene che la pirateria fosse essenzialmente una forma di criminalità organizzata, guidata dall'avidità piuttosto che da ideali di libertà ed uguaglianza. Inoltre, i pirati, secondo l'autore, partecipavano attivamente al commercio di schiavi e spesso si mettevano al servizio degli stati coloniali, contribuendo indirettamente all'imperialismo.